# Ramabai Espinet
Ramabai Espinet (sinh năm 1948) là một nhà thơ, tiểu thuyết gia, nhà tiểu luận và nhà phê bình đến từ Trinidad và Tobago. Espinet được sinh ra ở San Fernando, Trinidad và Tobago. Bà theo học Đại học York ở Toronto, Canada trước khi lấy bằng tiến sĩ. tại Đại học Tây Ấn, St. Augustine, Trinidad. Bà hiện đang dạy tiếng Anh tại Seneca College. Các tác phẩm của bà về phụ nữ Euro-Creole chịu ảnh hưởng từ các tác phẩm của Jean Rhys và Phyllis Shand Allfrey. Hầu hết các tác phẩm của Espinet liên quan đến di sản Indo-Caribbean của bà. Sister Vision Press đã xuất bản bốn tác phẩm đầu tiên của bà tại Toronto, Canada.

## Ảnh hưởng
Espinet đã tuyên bố rằng bà mong muốn minh họa những trải nghiệm của người Indo-Caribbea và nêu bật những ảnh hưởng của chứng nghiện rượu và lạm dụng đối với phụ nữ Tây Indie. Người Tây Indie đã nói rằng cuốn sách Cây cầu xoay mang đến cho họ những giá trị, nói lên những trải nghiệm của họ và chứa đựng "ngôn ngữ để chữa bệnh". Mặc dù Espinet nói cụ thể về San Fernandians, Indo-Caribbean đã lưu ý rằng cuốn sách này tất phổ quát và quan trọng bởi vì nó kể những câu chuyện về tuổi trẻ của họ và đại diện cho những trải nghiệm của họ trong một xã hội lớn hơn.

## Hoạt động của Espinet
"Tác giả Trini-Canada ra mắt cuốn tiểu thuyết đầu tay Cuộc đua và đam mê trong Cầu xoay," của Marcia Henville trong Caribbean Voice, ngày 13 tháng 3 năm 2005. "Cây cầu xoay", được Patricia Clark đánh giá trong College Quarterly 7.1 (2004).
Về nhà (CaribbeanTales, 2006). Một bộ phim tài liệu dài một giờ theo chân Ramabai Espinet khi bà trở về quê hương San Fernando, Trinidad, để ra mắt cuốn tiểu thuyết Cây cầu xoay. Những gì bắt đầu như một hành trình hoài cổ đơn giản trở thành một khám phá hấp dẫn của trí tưởng tượng của một nhà văn xuất sắc.

## Tiếp nhận
Từ cuốn sách Cây cầu xoay của mình, Ramabai Espinet được cho là đã tạo ra "thi pháp kala pani ". Thơ ca của kala pani có ý nghĩa vì hai lý do: nó biến những góa phụ bị thiệt thòi ở Ấn Độ thành những thành viên tự trị hơn trong xã hội với sự cơ động và nó nhấn mạnh vào "lịch sử mẹ" của dòng dõi Ấn Độ rải rác (Mehta 20).

## liên kết ngoài
- Clark, Patricia. "Cây cầu xoay, được đánh giá bởi Patricia Clark", College Quarterly 7.1 (2004).
- Henville, Marcia. Tác giả Trini-Canada ra mắt cuốn tiểu thuyết đầu tay Cuộc đua và niềm đam mê trong Cầu xoay. Giọng nói Caribbean, ngày 13 tháng 3 năm 2005  Lưu trữ ngày 13 tháng 7 năm 2019 tại Wayback Machine
- "Ramabai Espinet trên cây cầu xoay", video trên YouTube.
- Mehta, Brinda. "Lịch sử lôi cuốn: Thơ ca của kala pani trong Cây cầu xoay của Ramabai Espinet", Rìu nhỏ (10: 3) 2006, 19-36. 2006. Web. 15 tháng 4 năm 2014.
- Tiểu sử, Tài liệu tham khảo. Dự án, Bảo tồn Kỹ thuật số của Đại học Minnesota: Tiếng nói từ những khoảng trống; Hình thức ngắn